# Quarraisha Abdool Karim
Quarraisha Abdool Karim (Tongaat, 20 de marzo de 1960) es una epidemióloga sudafricana. Sus trabajos tratan principalmente sobre la prevención y el tratamiento del virus de la inmunodeficiencia humana (VIH) en las mujeres. Recibió la mayor distinción de Sudáfrica, la Orden de Mapungubwe (bronce).

## Carrera
Es miembro de la Academia de Ciencias de Sudáfrica, y de la Academia Africana de Ciencias.
Durante la XVIII Conferencia Internacional sobre SIDA, el auditorio recibió aplaudiendo los resultados del estudio CAPRISA 004.
Es mundialmente conocida por haber mostrado la eficacia de un gel tópico anti-VIH que permite reducir considerablemente las infecciones por el virus, y al mismo tiempo da a las mujeres un control directo y efectivo sobre su salud.
Realiza actualmente un estudio en una comunidad rural al KwaZulu-Natal para intentar de comprender cómo el VIH se propaga entre las jóvenes mujeres y las colegialas.
Está casada con el también científico Salim Abdool Karim.

## CAPRISA 004
En 2007, CAPRISA llevó a cabo un ensayo clínico histórico, llamado CAPRISA 004, y Abdool Karim fue el investigador principal. El objetivo subyacente de este estudio fue investigar los efectos del gel de Tenefovir en la reducción del riesgo de contracción del VIH. La prueba de gel de tenofovir CAPRISA 004 también resultó en una prueba de concepto para microbicidas. En general, el estudio demostró protección contra la infección por VIH, con una reducción del 39% en las infecciones.Además, en la XVIII Conferencia Internacional sobre el SIDA, 2010, los resultados de su estudio CAPRISA 004 llevaron a una ovación de pie, algo poco común en una reunión científica.En 2017, con otros líderes del proyecto, Abdool Karim editó The CAPRISA Clinical Trials: HIV Treatment and Prevention.
Desde este proyecto, Abdool Karim ha seguido investigando y publicando escritos sobre el VIH / SIDA en Sudáfrica. Publicó el libro VIH / SIDA en Sudáfrica con su esposo y colaborador de investigación Salim Abdool Karim en 2005, con la segunda edición publicada en 2010.En 2015, coeditó la sexta edición del Oxford Textbook of Global Public Salud, En 2017, la directora ejecutiva del Programa Conjunto de las Naciones Unidas sobre el VIH y el SIDA (ONUSIDA) la nombró embajadora especial de ONUSIDA para los adolescentes y el VIH.

## Premios y distinciones
Abdool Karim ha ganado muchos premios por su trabajo en la investigación del SIDA. Esto incluye el premio TWAS-Lenovo Science. Aquí, se convirtió en la primera mujer en recibir ese premio, recibiendo el premio de 100 000 dólares .
- 2010: CAPRISA 004 Ensayos destacados por Science como uno de los 10 principales avances científicos del año[11]
- 2011: Premio Olusegun Obasanjo
- 2013: Orden de Mapungubwe (Bronce) [[12]
- 2014: Premio de ciencia TWAS-Lenovo [[13]
- 2014: Premio al Mérito Científico South African Medical Research Council  (SAMRC) (Oro)
- 2014: Premio ASSAF Ciencia para la Sociedad (Oro)[14]
- 2015: Premio eThekwini Living Legends[15]
- 2016: Premio L'Oreal-UNESCO a la mujer en la ciencia[16]
- 2020: Premio Gairdner Global Health de Canadá[17]
- 2020: Premio Christophe Mérieux
- 2020: Premio Estrecho de Magallanes[18]
- En 2017, la BBC nombró a Abdool Karim como una de las siete mujeres pioneras en la ciencia.[19]

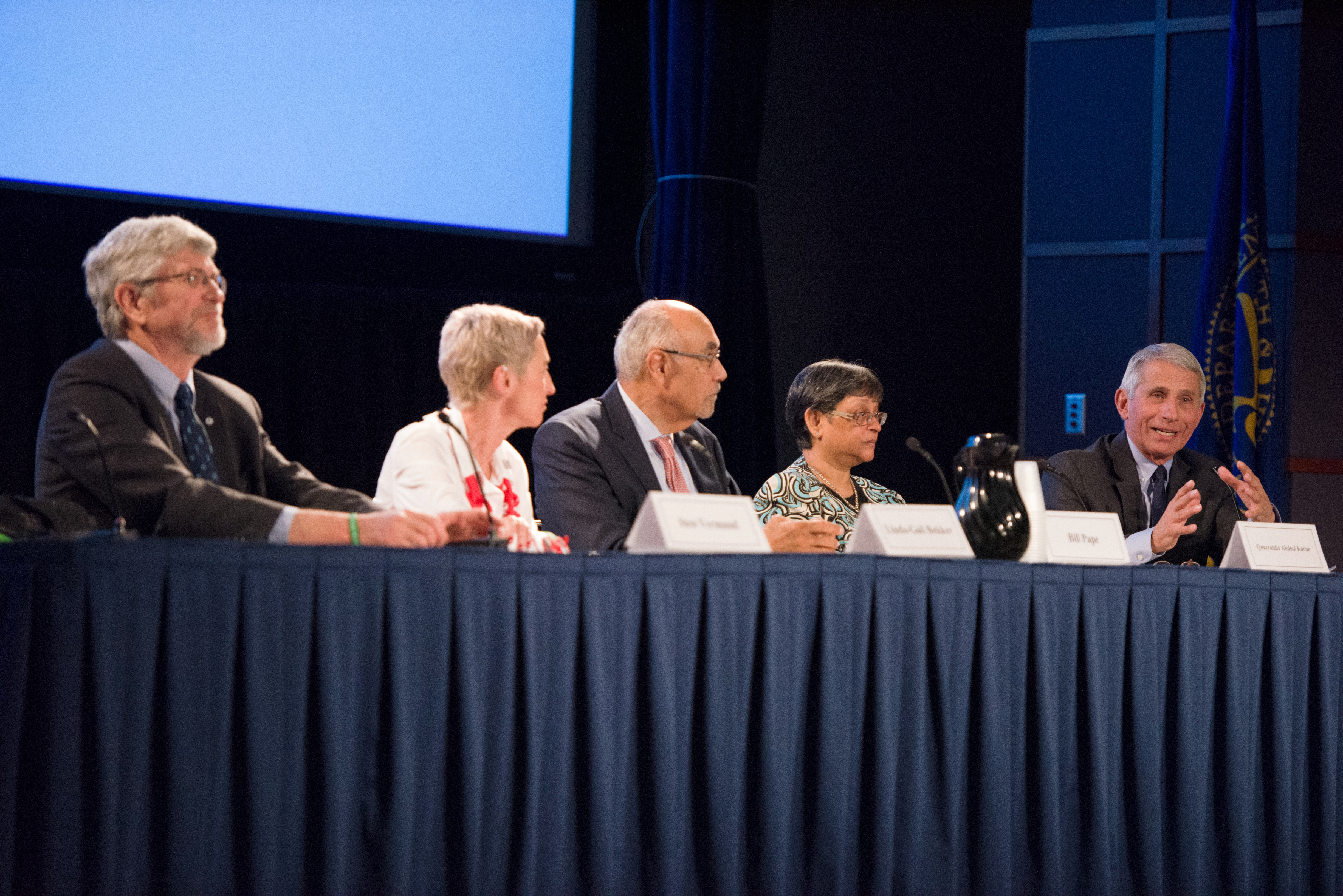
Panel de Fogarty en el simposio del 50 aniversario. De izquierda a derecha, los Dres. Sten Vermund, Linda-Gail Bekker, Jean “Bill” Pape, Quarraisha Abdool Karim y Anthony S. Fauci. 1 de mayo de 2018

## Publicaciones
- HIV/AIDS in South Africa, 2010[20]
- Trends in HIV/AIDS infección : beyond current statistics.[21]
- Women and AIDS : the imperative for ha gendered prognosis and prevención policy.[22]
- Reducing the Risk of HIV Infección among South African Sex Workers: Socioeconomic and Gender Barriers. American Journal of Público Health. 1995.[23]